# یلنا سولووی
یلنا سولووی (به انگلیسی: Yelena Solovey) (زاده ۲۴ فوریهٔ ۱۹۴۷) بازیگر آمریکایی است.
از فیلم‌های معروف او می‌توان به بازی در فیلم شب مال ماست اشاره کرد.